# I Am Sitting in a Room
I Am Sitting in a Room (littéralement, Je suis assis dans une pièce) est une des compositions les plus connues d'Alvin Lucier, enregistrée pour la première fois en 1969. Pour réaliser cette composition, Lucier s'est enregistré tandis qu'il lisait un texte. Ensuite il a rejoué l’enregistrement dans une pièce tout en se ré-enregistrant, et ainsi de suite dans la même pièce, avec toujours le même texte.
Vu que chaque pièce a des caractéristiques de résonance et de fréquences formantes différentes (ex : différence entre une grande pièce et une petite), l’effet final est que certaines fréquences sont accentuées par la résonance de telle ou telle pièce, jusqu'à ce qu'au final les mots de son texte deviennent inintelligibles, remplacés uniquement par la pure résonance des harmonies et des sons de la pièce elle-même.
Le texte récité décrit le procédé qu'il compte mettre en place. Il dit : « Je suis assis dans une pièce, différente de celle ou vous êtes en ce moment même. J'enregistre le son de ma voix » et il conclut par « Je considère cette activité non pas comme une démonstration d'un fait physique, mais plutôt comme un moyen d'aplanir toute irrégularité que mon discours peut avoir », faisant référence à son propre bégaiement.
Lucier a aussi spécifié qu'une démonstration n'a pas besoin de son texte et peut être enregistrée dans n'importe quelle pièce.
Finalement son discours n'est plus compréhensible et sa voix est remplacée par des fréquences appelées drones (à cause des bourdonnements).
Le premier enregistrement du morceau a eu lieu à l'Electronic Music Studio de l'Université Brandeis en 1969,.